# Joël Monteiro
Joël Monteiro (Sion, 5 de agosto de 1999) es un futbolista suizo que juega en la demarcación de delantero para el BSC Young Boys de la Superliga de Suiza.

## Selección nacional
Tras jugar en las categorías inferiores de la selección finalmente el 8 de septiembre de 2024 hizo su debut con la selección de Suiza en un partido de la Liga de Naciones de la UEFA 2024-25 contra España que finalizó con un resultado de 1-4 a favor del combinado español tras un gol de Zeki Amdouni para los suizos y de Joselu, Ferran Torres y un doblete de Fabián Ruiz para los españoles.

## Clubes
| Club                            | País  | Año       | Partidos | Goles |
| ------------------------------- | ----- | --------- | -------- | ----- |
| FC Azzurri 90 Lausanne          | Suiza | 2017-2018 | 17       | 4     |
| FC Conthey                      | Suiza | 2018-2019 | 23       | 7     |
| FC Lausanne-Sport II            | Suiza | 2019-2021 | 17       | 11    |
| FC Lausanne-Sport               | Suiza | 2020-2021 | 5        | 1     |
| FC Stade-Lausana-Ouchy (cedido) | Suiza | 2021      | 2        | 0     |
| BSC Young Boys                  | Suiza | 2021-     | 128      | 25    |

## Palmarés

### Títulos nacionales
| Título             | Club                | País  | Año  |
| ------------------ | ------------------- | ----- | ---- |
| Superliga de Suiza | B. S. C. Young Boys | Suiza | 2023 |
| Copa de Suiza      | B. S. C. Young Boys | Suiza | 2023 |
| Superliga de Suiza | B. S. C. Young Boys | Suiza | 2024 |